# Overstolzenhaus

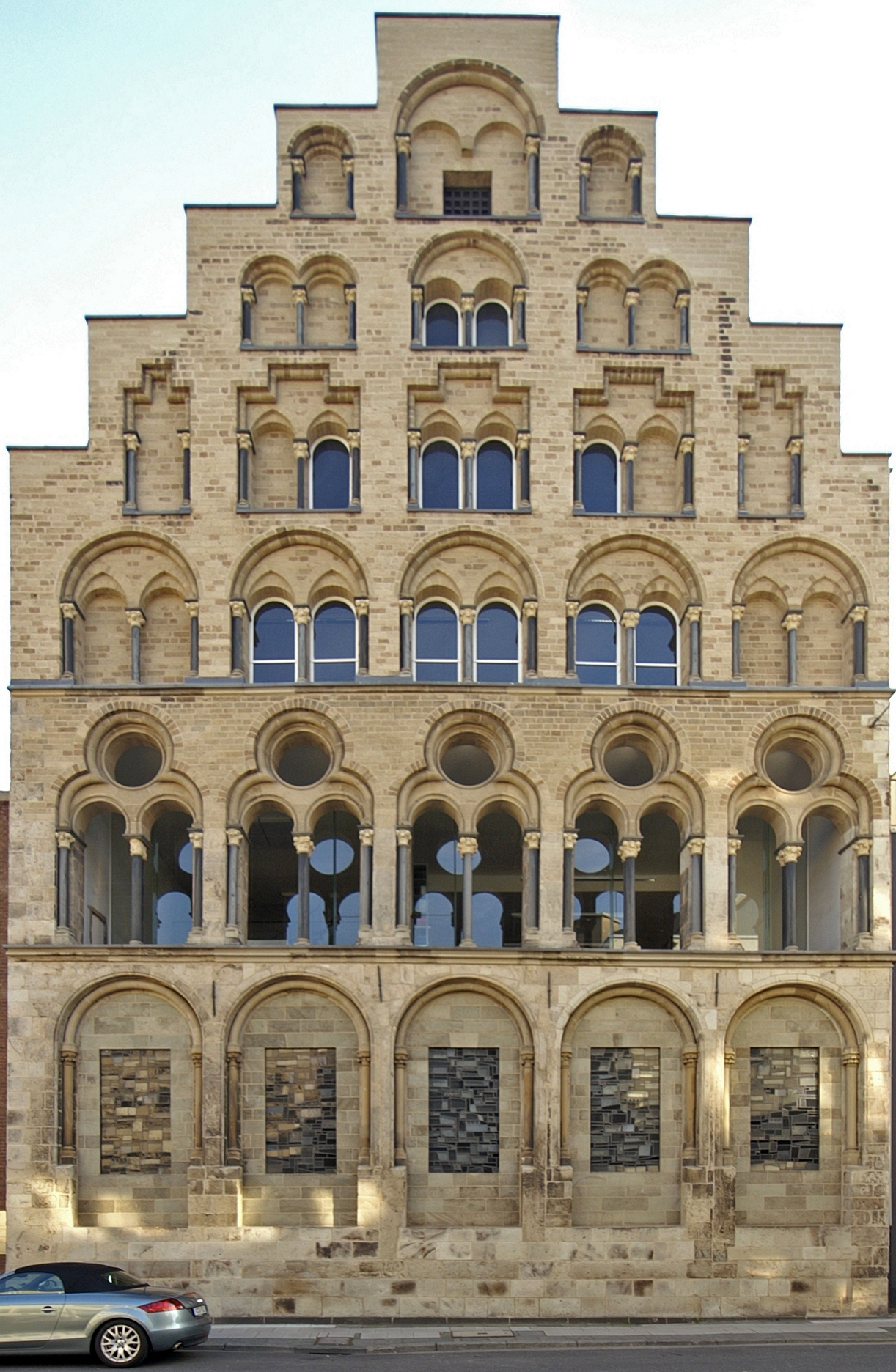
Haus der Overstolzen, erbaut um ca. 1230

Das Kölner Overstolzenhaus gehört zu den ältesten Gebäuden der Stadt Köln, ist neben dem Trierer Dreikönigenhaus das älteste erhaltene Patrizierhaus Deutschlands und wurde überwiegend als Wohnhaus genutzt. Es liegt etwas versteckt in der Rheingasse 8, Altstadt-Süd.

## Geschichte

Overstolzenhaus (Lithografie um 1843 von August Schott)

Das romanische Patrizierhaus mit den markanten Stufengiebeln wurde bauhistorischen Untersuchungen zufolge etwa 1230 von Blithildis Overstolz errichtet. Blithildis (* 1175, † 1255) war die Tochter des Stammvaters der Dynastie, Gottschalk Overstolz. Sie hatte den Ritter Werner von der Schuren geheiratet, der den Namen „Overstolz“ bei der Hochzeit mit Blithildis angenommen hatte. Nachdem er den Aufstieg in das Schöffenkollegium erreicht hatte, baute er mit seiner Frau dieses Haus zur Erinnerung und zur wirtschaftlichen Nutzung durch seine Handelsfamilie. Werner Overstolz war damit ein Mitglied der Overstolzen, einer reichen Kaufmannsfamilie, die im Krieg zwischen den Kölner Bürgern und der Kirche eine wichtige Vermittlerrolle spielte.
Das Haus hieß damals in den Schreinsbüchern bis 1257 „Haus zur Scheuren“ (ad horreum) und besaß damit den ursprünglichen Namen des Ritters Werner von der Schuren, für dessen gesellschaftlichen Aufstieg der Stammvater Gottschalk die Weichen gestellt hatte. Werner und Blithildis vermachten das Haus 1255 ihrem Sohn Johannes Overstolz (* 1195, nach † 1255). Die Besitzer haben nachfolgend anscheinend nur im Erbgang gewechselt und offensichtlich teilweise auf eine „Anschreinung“ – also Eintragung in den Schreinsbüchern – verzichtet.

## Häufige Eigentümerwechsel
Das Overstolzenhaus gehörte prominenten Eigentümern aus der Kölner Oberschicht. Johannes von der Schuren (jetzt Overstolz) hinterließ es 1269 seinem gleichnamigen Sohn, dessen Kinder das – jetzt wieder „Haus von Schuren“ heißende – Bauwerk 1337 an Everhard Hardevust veräußerten. Hardevust verband es mit den Nachbarhäusern Rheingasse Nr. 4–6. Zunächst blieb es in den Reihen Kölner Patrizierfamilien wie Friedrich Wallrave (1424), Johann von der Reven (ab 1437), für 10.558 oberländische Gulden erwarb es Johann Blitterswich (ab 1457), Johann von Merle (ab 1458), danach ging es durch eine Enkelin an die Familie Hardenrath. Philipp Brassard erwarb das Haus 1628 und verkauft es 1668 wieder. Es folgte Franz Sebastian Georg Freiherr von Leykam (* 5. August 1754, † 23. August 1821), der kurfürstlich-kölnische Gesandte und Rat. Er heiratete 1783 in Köln Maria Sibilla Theresia zum Pütz (* 7. Juni 1754 Köln, † 3. Juni 1784 Mainz), die Erbin des Patriziers Everhard zum Pütz, welcher den Jabachschen Besitz in Köln geerbt hatte. Es folgten die Eigentümer Jacob Wilhelm Mumm (* 1779, † 1836), Friedrich Wilhelm Bemberg (* 1711, † 1806) und der Bauunternehmer Burrenkopf.  

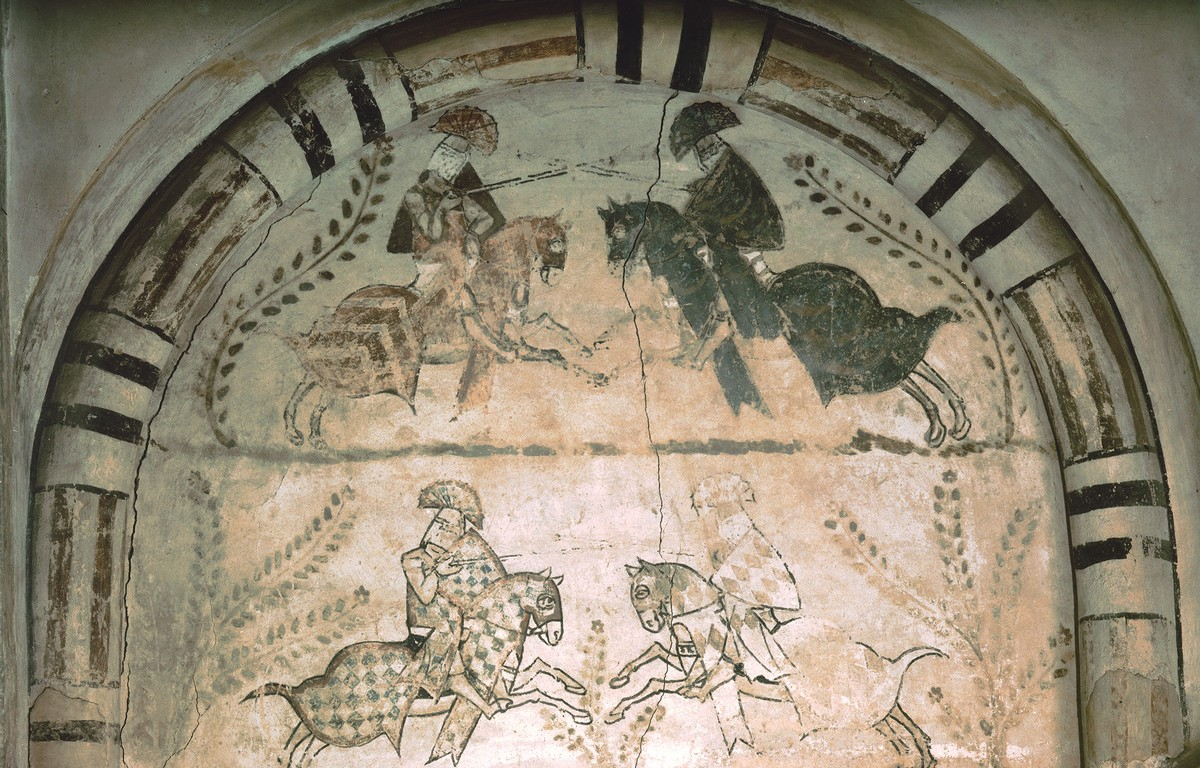
Fresko des 13. Jahrhunderts im Overstolzenhaus in Köln

Bei Herrn von Leykam drohte dem Overstolzenhaus der Abriss. Als jedoch im Oktober 1794 die Franzosen gegen Köln anrückten, setzte sich der Eigentümer von Leykam nach Prag ab, und so blieb der alte Prachtbau stehen. Der letzte Eigentümer Burrenkopf plante ebenfalls 1838 den Abriss zu Gunsten eines Neubaus, doch der Rat der Stadt Köln beschloss am 13. März 1838 den Erwerb, der im Mai 1838 genehmigt wurde. Sie beauftragte den Stadtbaumeister Johann-Peter Weyer mit Umbau und Restaurierung, während der Maler Michael Welter die Ausschmückung der Räume übernahm. Die Stadt stellte es der Industrie- und Handelskammer zu Köln zur Verfügung, die es zwischen 1843 und 1932 teilweise der Kölner Börse überließ. Am 5. Mai 1893 bezog das Kölner Kunstgewerbemuseum einige Räume des Overstolzenhauses, bevor das Museum am 2. Mai 1900 sein neues Museumsgebäude am Hansaplatz einweihen konnte. Zwischen 1899 und 1900 fanden innere Umbauten statt, 1907 erfolgte eine Erweiterung unter dem Stadtbaumeister Hans Verbeek. Im Zweiten Weltkrieg führten Bombenangriffe am 30. Mai 1942 zu einem Feuer, die das Haus weitgehend zerstörten. Nach erheblicher Kriegszerstörung waren von der straßenseitigen Fassade lediglich das Erdgeschoss und das erste Obergeschoss erhalten. Am 21. April 1955 beschloss der Rat der Stadt Köln den aufwändigen Wiederaufbau zu einem repräsentativen Bauwerk. Dabei entdeckte man bedeutende romanische Wandmalereien (siehe unten) die durch einen glücklichen Zufall alle Zerstörungen überstanden hatten, da sie hinter einer späteren Vermauerung verborgen waren.

## Gestaltung
Das Overstolzenhaus ist 19,50 Meter lang, 14,50 Meter breit, die Spannweite des breiteren Seitenschiffs beträgt 7,50 Meter. Das in seiner Gesamtform erhaltene und in der unteren Hälfte der Fassade originale Bauwerk ist ein hervorragendes Beispiel der Romanik in Deutschland. Das Haus besteht aus einem zweischiffigen Keller, zwei Wohngeschossen und vier Speichergeschossen. Empfangs- und Verwaltungsräume des Overstolzenhauses lagen in den unteren Geschossen. Darüber, hinter glaslosen und reich verzierten Fenstern, befand sich der prächtige Festsaal. In einem Raum ist noch eine romanische Wandmalerei erhalten, eines der seltenen Beispiele für Schmuck aus dieser Epoche mit profanem Inhalt: ritterliche Turnierszenen. Den krönenden Abschluss erfährt die Fassade des Gebäudes durch ihren imposanten Treppengiebel. Das Overstolzenhaus ist das einzig erhaltene romanische Patrizierhaus in Köln und gilt zugleich als das größte und architektonisch schönste in Deutschland.
Die straßenseitige Fassade war im Gegensatz zur Hofseite aufwändig mit unterschiedlich geformten und verzierten Fenstern sowie einem Stufengiebel gestaltet. Im Erdgeschoss gab es eine asymmetrische Aufteilung: auf der linken Seite waren zwei große Rundbogenfenster, in der Mitte befand sich der Kellerzugang mit einem kleinen Fenster darüber, dann ein den Keller und den Eingangsraum belichtendes geteiltes Stockfenster und schließlich eine Tür mit horizontalem Sturz.
Heute weist das baulich veränderte Erdgeschoss eine Reihe von fünf rechteckigen Fenstern unter Rundbogenblenden mit eingestellten Säulen auf. Im Obergeschoss gibt es fünf, ursprünglich mit Holzläden verschließbare Doppelarkadenfenster mit schlanken Säulen und Blattkapitellen. Über ihnen befinden sich kleine Rundfenster. Eine sogenannte Kleeblattblende bildet eine durchgehende Umrahmung.

## Heutige Nutzung
Seit Oktober 1990 wird das Overstolzenhaus von der neugeschaffenen Kunsthochschule für Medien Köln genutzt, während ein Nebengebäude die Deutsche Gesellschaft für Photographie beherbergt.
Literarisch wurde das Overstolzenhaus als zentraler Schauplatz in Frank Schätzings historischem Kriminalroman „Tod und Teufel“ von 1995 erwähnt.